# Queitersberg
Der Queitersberg, seltener auch Queidersberg, Quaitersberg oder Quaidersberg geschrieben, ist ein Berg von 394 m ü. NHN Höhe im nördlichen Pfälzerwald (Rheinland-Pfalz). Auf einem nördlich gelegenen Nebengipfel befindet sich das Naturdenkmal Felsplatt.

## Geographie

### Geographische Lage
Der Queitersberg liegt auf der Waldgemarkung von Kaiserslautern zwischen der Stadt, deren Wohnbebauung 500 m westlich endet, und der Ortsgemeinde Hochspeyer 2 km südöstlich. Etwa 100 m nördlich des Hauptgipfels gibt es einen etwas niedrigeren, plateauartig geformten Nebengipfel, aus der Sandsteinfelsen ragen. Die Steinformation ist unter dem Namen Felsplatt als Naturdenkmal eingetragen.

### Gewässer
Der Queitersberg riegelt die Kaiserslauterer Senke nach Osten hin ab; über ihn verläuft von Südwest nach Nordost die Wasserscheide, die das Quellgebiet der Lauter von dem des Hochspeyerbachs trennt. Die Lauter, die auch Waldlauter genannt wird, gehört über den Glan zum Einzugsgebiet der Nahe, das Wasser des Hochspeyerbachs fließt über den Speyerbach dem Oberrhein zu.

## Umgebung und Tourismus
500 m sind es vom Queitersberg nach Norden zur Autobahn 6 (Saarbrücken–Mannheim); zwischen deren Anschlussstellen 16b Kaiserslautern-Ost und 17 Enkenbach-Alsenborn heißt ein Parkplatz auf der Südseite, in Fahrtrichtung Mannheim, Quaidersberg. 1500 m vom Gipfel nach Süden ist die Bundesstraße 37 (Kaiserslautern–Bad Dürkheim) entfernt.
In einer Senke zwischen dem Queitersberg und Hochspeyer liegt der Hundsbrunnen mit dem Ritterstein 166. Entlang der Nord- und Ostflanke des Queitersbergs führt ein Wanderweg, der mit einem blau-gelben Balken markiert ist.